# Servais Verherstraeten

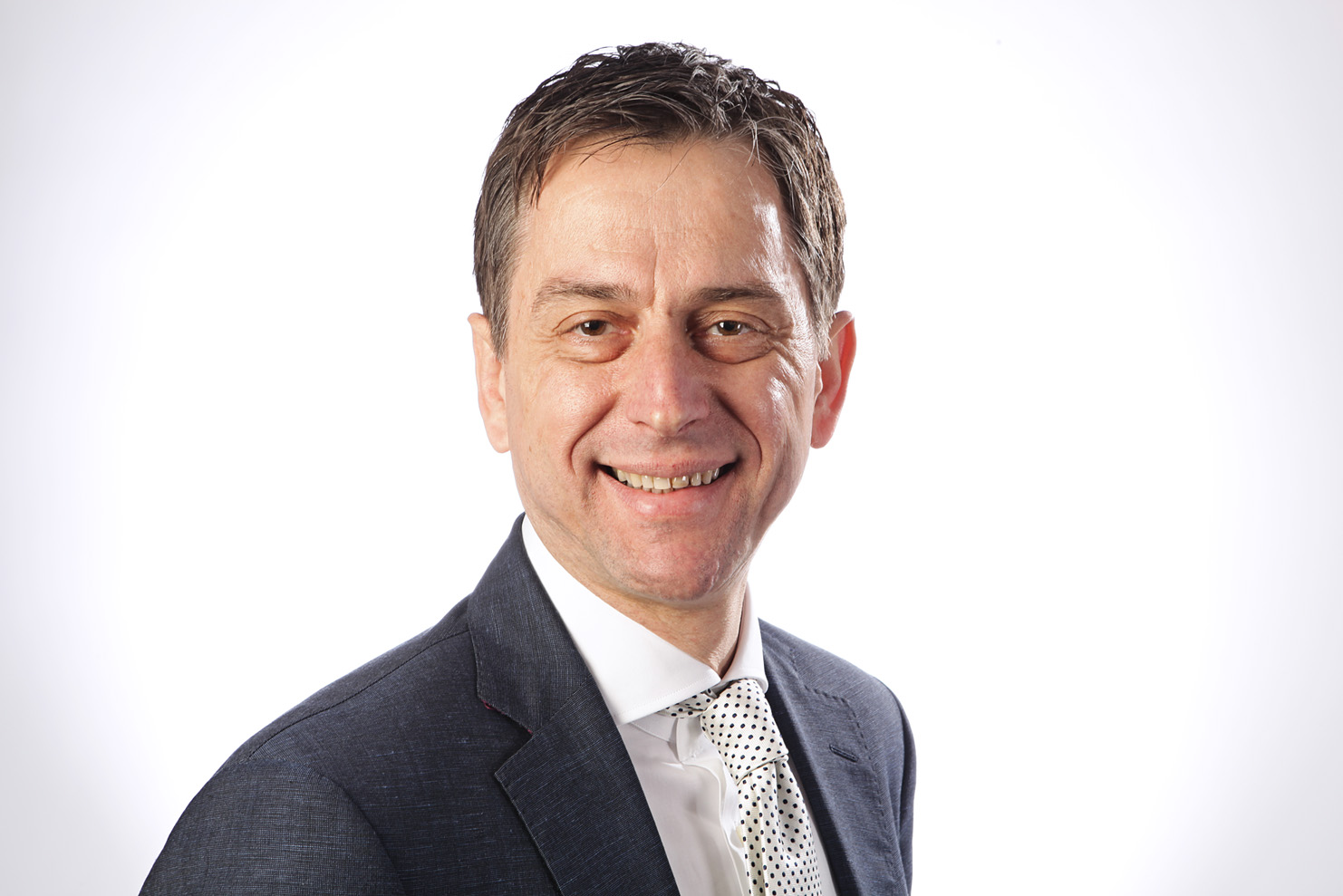
Servais Verherstraeten

Servais Verherstraeten (* 29. Januar 1960 in Balen) ist ein belgischer Rechtsanwalt und Politiker der Christen Democratisch en Vlaams (CD&V). Er ist langjähriges Mitglied der föderalen Abgeordnetenkammer und war von 2011 bis 2014 föderaler Staatssekretär für institutionelle Reformen und für die Gebäuderegie in der Regierung Di Rupo. Er ist zudem Mitglied des Gemeinderates in Mol.

## Übersicht der politischen Ämter
- 1988 – heute: Mitglied des Gemeinderates in Mol (teilweise als Schöffe)
- 1995 – heute: Mitglied der föderalen Abgeordnetenkammer (teilweise verhindert)
- 2011 – 2014: Föderaler Staatssekretär für institutionelle Reformen, die Gebäuderegie und nachhaltige Entwicklung in der Regierung Di Rupo